# Incendie de Copenhague en 1728

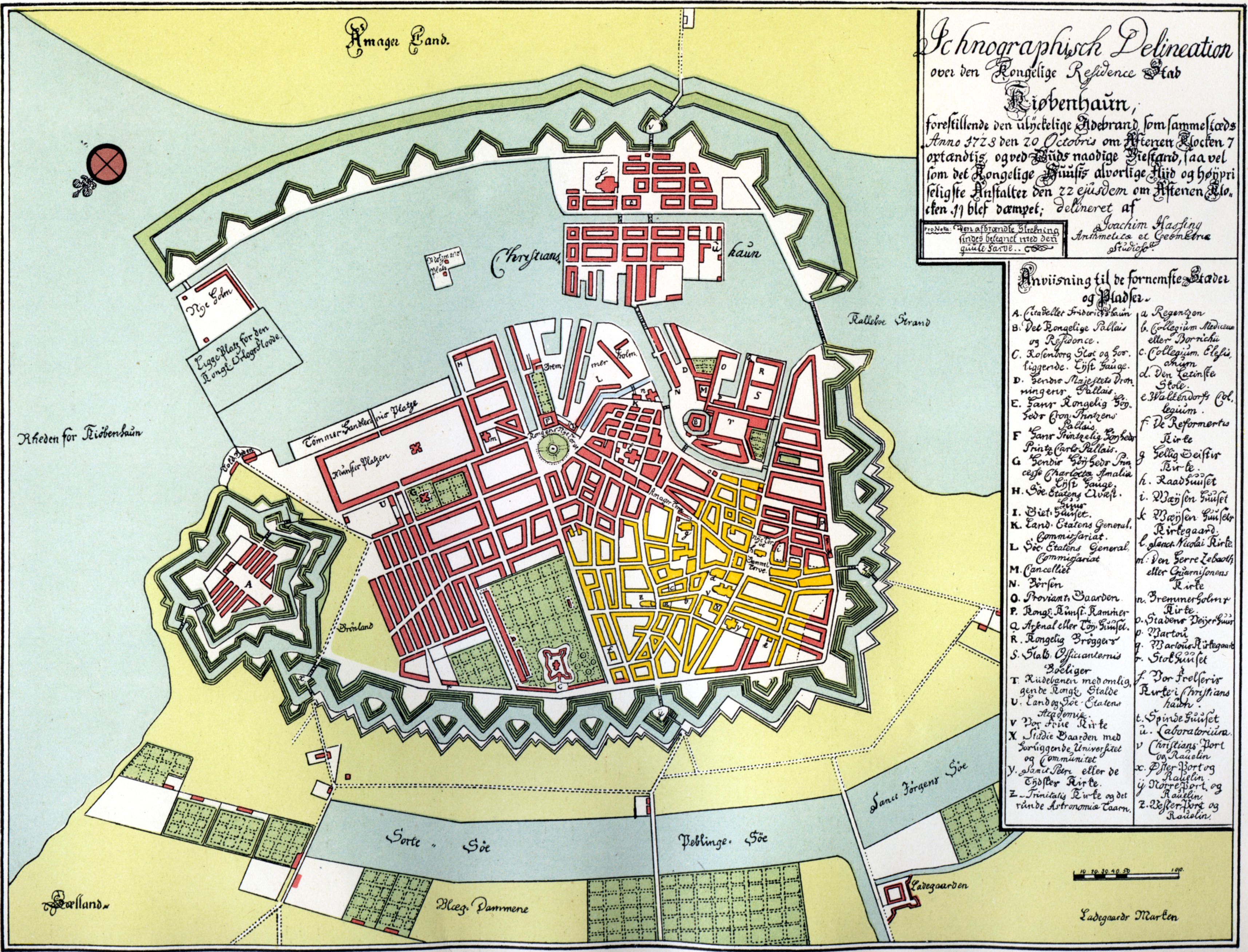
Carte de Copenhague de Joachim Hassing réalisée après le désastre. La zone et les édifices en jaune correspondent aux destructions dues à l'incendie.

L'incendie de Copenhague de 1728 est le plus grand incendie de l'histoire de Copenhague, la capitale du Danemark. Il a duré plus de 60 heures, du mercredi 20 octobre 1728 au matin au samedi 23 octobre, détruisant plus du quart de la ville. Il est la cause de la quasi-disparition de l'héritage architectural et monumental médiéval de Copenhague, l'incendie de 1795 ayant également contribué à sa disparition.
L'incendie a laissé 20 % de la population de la capitale sans abri.

## Sources
- (da) Cet article est partiellement ou en totalité issu de l’article de Wikipédia en danois intitulé « Københavns brand 1728 » (voir la liste des auteurs).